# بييترا ماراتسي
بييترا ماراتسي (بالإيطالية: Pietra Marazzi)‏ هي بلدية في مقاطعة ألساندريا في إقليم بييمونتي في إيطاليا.

## السكان
في سنة 1861 بلغ عدد السكان 1٬232 نسمة، وتطور العدد ليصل في سنة 2011 لـ 900 نسمة.
يظهر هذا المخطط البياني تطور النمو السكاني لـ بييترا ماراتسي